# Verges (Catalogne)
Pour les articles homonymes, voir Verge.
Verges est une commune de la province de Gérone, en Catalogne, en Espagne, de la comarque du Baix Empordà.

## Personnalités
- Lluís Llach, qui rend hommage à ses habitants dans l'album Verges 50.
- Francesc Cambó (1876-1947), homme politique catalaniste de la première moitié du XXe siècle.